# 马丁·恩纳尔斯人权捍卫者奖
马丁·恩纳尔斯人权捍卫者奖创立于1993年，以已故英国人权活动家马丁·恩纳尔斯（Martin Ennals）命名。该奖旨在表彰面对巨大个人风险仍致力于人权事业的维权人士。素有“诺贝尔人权奖”之称，其评委包括国际特赦组织、人权观察等十大国际人权组织。
每年10月在日内瓦举行颁奖礼。得奖者将获奖金22,000瑞士法郎；但成为最终候选人也是国际人权界的崇高荣誉，将获日内瓦市政府授予的奖金11,500瑞士法郎。

## 历年得主
| 年份  | 得主                                                                               |
| ----- | ---------------------------------------------------------------------------------- |
| 1994  | 吴弘达（ 中华人民共和国）                                                          |
| 1995  | 艾西瑪·賈汗吉爾（ 巴基斯坦）                                                       |
| 1996  | Clement Nwankwo（ 奈及利亞）                                                       |
| 1997  | Samuel Ruiz Garcia（ 墨西哥）                                                      |
| 1998  | Eyad El Sarraj（ 巴勒斯坦）                                                        |
| 1999  | Natasha Kandic（ 南斯拉夫联盟共和国）                                              |
| 2000  | Immaculée Birhaheka（ 刚果民主共和国）                                             |
| 2001  | Peace Brigades International（ 哥伦比亚）                                          |
| 2002  | Jacqueline Moudeina（ ）                                                           |
| 2003  | es（ 哥伦比亚）                                                                    |
| 2004  | Lidia Yusupova（ 俄羅斯）                                                          |
| 2005  | Aktham Naisse（ 叙利亚）                                                           |
| 2006  | 阿克巴尔·甘吉 ( 伊朗）與Arnold Tsunga（ 辛巴威）                                   |
| 2007  | Rajan Hoole、Kopalasingham Sritharan（都是 斯里蘭卡）與Pierre Claver Mbonimpa（ ） |
| 2008  | Mutabar Tadjibaeva（ ）                                                            |
| 2009  | Emadeddin Baghi（ 伊朗）                                                           |
| 2010  | de（ 叙利亚）                                                                      |
| 2011  | Kasha Jacqueline Nabagesera（ 乌干达）                                             |
| 2012  | Luon Sorvath（ 柬埔寨）                                                            |
| 2013: | Joint Mobile Group（ 俄羅斯）                                                      |
| 2014  | Alejandra Ancheita（ 墨西哥）                                                      |
| 2015  | Ahmed Mansoor（ 阿联酋）                                                           |
| 2016  | 伊力哈木·土赫提（ 中华人民共和国）                                                 |
| 2021  | 余文生 （ 中华人民共和国）                                                         |